# Azotofiksacija
Azotofiksacija je proces kojim se azot iz Zemljine atmosfere konvertuje u amonijak ({\displaystyle {\ce {NH3}}}) ili druge molekule koji su dostupni živim organizmima. Atmosferski azot i njegov molekulski oblik ({\displaystyle {\ce {N2}}}) su relativno inertni: ne reaguju lako s drugim hemikalijama u formiranju novih jedinjenja. Proces fiksacije oslobađa atom azota iz trostruke veze diatomskog oblika, {\displaystyle {\ce {N}}}≡{\displaystyle {\ce {N}}}, koji se koristi i na druge načine.
Prirodna i sintetska fiksacija azota, od suštinske važnosti je za sve oblike života, jer je azot potreban za biosintetiziranje osnovnih gradivnih blokova biljaka, životinja i drugih oblika života. Na primjer, to su nukleotidi za DNK i RNK, koenzim nikotinamid adenin dinukleotid za ulogu u metabolizmu (prebacivanje elektrona između molekula), a aminokiseline za proteine. Zbog toga, kao deo ciklusa azota, ovaj proces je bitan za poljoprivredu i proizvodnju đubriva. Takođe je važan u proizvodnji eksploziva (npr baruta, dinamita, TNT i sl).
Fiksacija azota se prirodno javlja u zemljištu fiksiranjem u bakterijama koje su povezane s nekim biljkama (na primer, Azotobacter sa mahunarkama).
Neke od ovih bakterija imaju vrlo bliske odnose s biljkama i imaju simbiotsku fiksaciju azota. Labaviji odnosa između bakterija i biljaka azotofiksatora često se nazivaju asocijativni ili nesimbiotski, kao što se vidi u fiksaciji azota koja se javlja na korenu riže. Takođe se javlja prirodno u vazduhu prilikom nastanka munja.
Svi načini biološke fiksacije azota se odvijaju pomoću nitrogenaze uz učešće metalo enzima koji sadrže željezo, molibden ili vanadijum. Mikroorganizmi koji mogu fiksirati azot su prokarioti (bakterije i arheje) koji su distribuirani širom tih carstava i nazivaju se diazotrofi. Neke više biljke i neke životinje (termiti), formiraju zajednice (simbiozu) sa diazotrofima.

## Biološka fiksacija azota
Biološku fiksaciju azota otkrili su nemački agronom Herman Helrigel i holandski mikrobiolog Martin Bejerink. Biološka fiksacija azota (BNF) nastaje kada se atmosferski azot pretvara u amonijak pomoću enzima nitrogenaza. Ukupna reakcija BNF-a je:
{\displaystyle \mathrm {N_{2}+8\ H^{+}+8\ e^{-}\longrightarrow 2\ NH_{3}+H_{2}\!} }
Proces se odvija u kombinaciji sa hidrolizom 16 ekvivalenata adenozin-trifosfata (ATP) i to prati koformiranje jednog molekula {\displaystyle {\ce {H2}}}. Pretvaranje {\displaystyle {\ce {N2}}} u amonijak javlja se na klasteru zvanom FeMoco, što je skraćenica za željezo-molibden kofaktor. Mehanizam se odvija preko serija protonacija i redukcijskih koraka pri čemu aktivna mesta FeMoco hidrogenizuju supstrat {\displaystyle {\ce {N2}}}. U slobodno živećim diazotrofima, amonijak koji se generiše pomoću nitrogenaze asimilira se u glutamat, uz katalizu enzimom glutamin sintetaza, na putu glutamat sintaze.
Mikrobni geni potrebni za fiksaciju azota su široko rasprostranjeni u različitim okruženjima.
Enzimi koji su odgovorni za aktivnost nitrogenaze, vrlo su podložni uništenju kiseonikom. Iz tog razloga, u prisustvu kiseonika, mnoge bakterije prestaju proizvodnju enzima. Mnogi azotofiksatorni organizmi postoje samo u anaerobnim uslovima, smanjujući respiracijom nivo kiseonika ili vezivanjem kiseonika sa proteinima kao što je leghemoglobin.

### Mikroorganizmi koji fiksiraju azot
Diazotrofi su raznolika grupa prokariota koja uključuje cijanobakterije (npr. veoma značajne rodove Trichodesmium i Cyanothece), zelene sumporne bakterije, zajedno sa Azotobacteraceae, Rhizobia i Frankia.
Cijanobakterije nastanjuju skoro sve osvetljene sredine na Zemlji i igraju ključnu ulogu u ciklusima ugljenika i azota u biosferi. U principu, cijanobakterije su u mogućnosti da koriste različite neorganske i organske izvore u kombinaciji azota, kao što su nitrati, nitriti, amonijak, urea ili neke aminokiseline. Nekoliko sojeva cijanobakterija je u stanju diazotrofnog rasta, tj. imaju sposobnost koja može biti prisutna kod poslednjeg zajedničkog pretka u arkajskom eonu. Fiksacija azota u cijanobakterijama na koralnom grebenu može udvostručiti količinu azota koji je na kopnu - oko 1,8 kg azota se fiksira po hektaru dnevno (oko 660 kg/ha/godišnje). Smatra se da kolonije morskih cianobakterija roda Trichodesmium fiksiraju azot na takvoj skali da to čini gotovo polovinu azotofiksacije u morskim sistema na globalnom nivou.

### Simbioza korenskih kvržica

#### Porodica mahunarki
Biljke koje imaju sposobnost fiksacije azota uključuju porodicu leguminoze –  – sa taksonima kao što su kudzu, deteline, soje, alfalfa, leće, kikirikiji i crvenogrmni južnoafrički grašak ruibos. One sadrže simbiotske bakterije zvane rizobije unutar kvržica u korenskim sistemima, proizvodeći azotna jedinjenja koja pomažu rast i kompetitivnost biljaka, u odnosima sa drugim biljkama. Kada biljka ugine, fiksirani azot se otpušta, što ga čini dostupnim drugim biljkama, i to pomaže stvaranju plodnijeg zemljišta. Velika većina mahunarki ima ove asocijacije, ali nekoliko rodova nemaju (npr. Styphnolobium). U mnogim tradicionalnim i organskim poljoprivrednim praksama, usevi na poljima se rotiraju, smenom različitih kultura, koje obično uključuju jednu koja se sastoji uglavnom ili u potpunosti od deteline ili heljde (bez mahunarki porodice Polygonaceae), često se naziva „zeleno đubrenje”.
Uzgoj inga leja oslanja se na leguminozu roda Inga, koja je malo tropsko, debelolisno, azotofiksatorsko drvo.

#### Nemahunarke
Iako je velika većina biljaka koje formiraju korenske kvržice pripada porodici Fabaceae, postoji nekoliko izuzetaka:
- je tropski rod porodice Cannabaceae čiji predstavnici sarađuju sa rizobijima i formiraju kvržice koje fiksiraju azot.[16]
- Aktinorizne biljke, kao što su joha i neke vrste jagodičastog voća u Severnoj Americi, mogu takođe da formiraju azotofiksacijske korenske kvržice, zahvaljujući simbiozi sa bakterijama roda Frankia. Ove biljke uključene su u oko 25 rodova[17] iz oko osam porodica.

Sposobnost da se usvoji azot je daleko od univerzalno prisutne u ovim porodicama. Na primer, od 122 roda Rosaceae, samo četiri roda su sposobna da fiksiraju azot. Sve ove porodice pripadaju redovima Cucurbitales, Fagales i Rosales, koji zajedno sa Fabales formiraju granu eurozide. U ovom kladusu (grani), Fabales su prva loza koja se odvaja; dakle, sposobnost fiksacije azota može biti pleziomorfnost, koja se potom gubi u većini potomaka izvornih biljnih azotofiksatora. Međutim, to može biti zato su osnovni genetički i fiziološki zahtevi bili prisutni u početnim stanjima i kod poslednjeg zajedničkog pretka svih ovih biljaka, ali su u punoj funkciji evoluirali samo kod nekih od njih:
| Porodice: Rodovi : : | …… | : : | …… | : | …… | : | …… | : |

Ovde pripada i nekoliko simbiotski udruženih azotofiksatora koji uključuju cijanobakterije (kao što su u rodu Nostoc):
- Neki lišaji kao u rodovima  i
- Vrste paprati roda
- Cikade

### Endosimbioza kod diatomeja
Rhopalodia gibba, alga, diatoma, je eukariot sa cijanobakterijskim, endosimbiontskim organelama koje fiksiraju {\displaystyle {\ce {N2}}}. Loptasta tela u citoplazmi dijatomeja su neodvojiva od njihovih domaćina.

## Abiotska fiksacija azota
Putem munja tokom grmljavina, sagorijevanja i vulkana, od azota i kiseonika u vazduhu nastaju azotovi oksidi, koji reagiraju sa kapljicama vode u atmosferi i stvaraju azotastu i azotnu kiselinu. U toj reakciji stvaraju se kisele kiše koje stižu u u tlo.
{\displaystyle \mathrm {N_{2}+O_{2}\quad \rightarrow \quad 2\,NO} }
{\displaystyle \mathrm {4\,NO+3\,O_{2}+2\,H_{2}O\quad \rightarrow \quad 4\,HNO_{3}} }

## Tehnička fiksacija azota
{\displaystyle {\ce {N2}}} se može redukovati u Haberovom procesu, koji zahteva temperaturu od 500 °C, a pritisak od 450 bara i katalizatore. Većina ovog amonijaka pretvara se u nitratno đubrivo. U nitrifikaciji azota za dobijanje cijanamida, fiksacija se odvija u skladu sa sledećom reakcijom:
{\displaystyle \mathrm {CaC_{2}+N_{2}\longrightarrow \ Ca(CN)_{2}} } {\displaystyle \mathrm {\longrightarrow \ Ca^{2+}\ +\ ^{-}N{=}C{=}N^{-}\ +C} }

## Literatura
- Postgate, J. (1998). Nitrogen Fixation (3rd изд.). Cambridge: Cambridge University Press.

## Spoljašnje veze
- Hirsch, Ann M. (2009). „A Brief History of the Discovery of Nitrogen-fixing Organisms” (PDF). University of California, Los Angeles.
- „Marine Nitrogen Fixation laboratory”. University of Southern California.